# James Henry Leigh Hunt
James Henry Leigh Hunt (n. 19 octombrie 1784, Greater London, Anglia, Regatul Marii Britanii – d. 28 august 1859, Wandsworth⁠(d), Anglia, Regatul Unit al Marii Britanii și Irlandei) a fost un poet, eseist și critic literar englez.
A scris poezii pe motive livrești și a introdus unele inovații metrice.
A scris și pagini memorialistice evocând cu deosebit farmec generația scriitorilor romantici.
A încurajat lirica lui Shelley, Keats și Tennyson.
A înființat publicațiile: The Examiner, The Reflector, London Journal.

## Scrieri
- 1816 - Poveste din Rimini ("The Story of Rimini")
- 1819 - Hero și Leandru ("Hero and Leander")
- 1844 - Imaginație și fantezie ("Imagination and Fancy")
- 1846 - Spirit și umor ("Wit and Humour")
- 1850 - Autobiografie ("Autobiography").